# Cacicus chrysopterus
Cacicus chrysopterus là một loài chim trong họ Icteridae.

## Hình ảnh

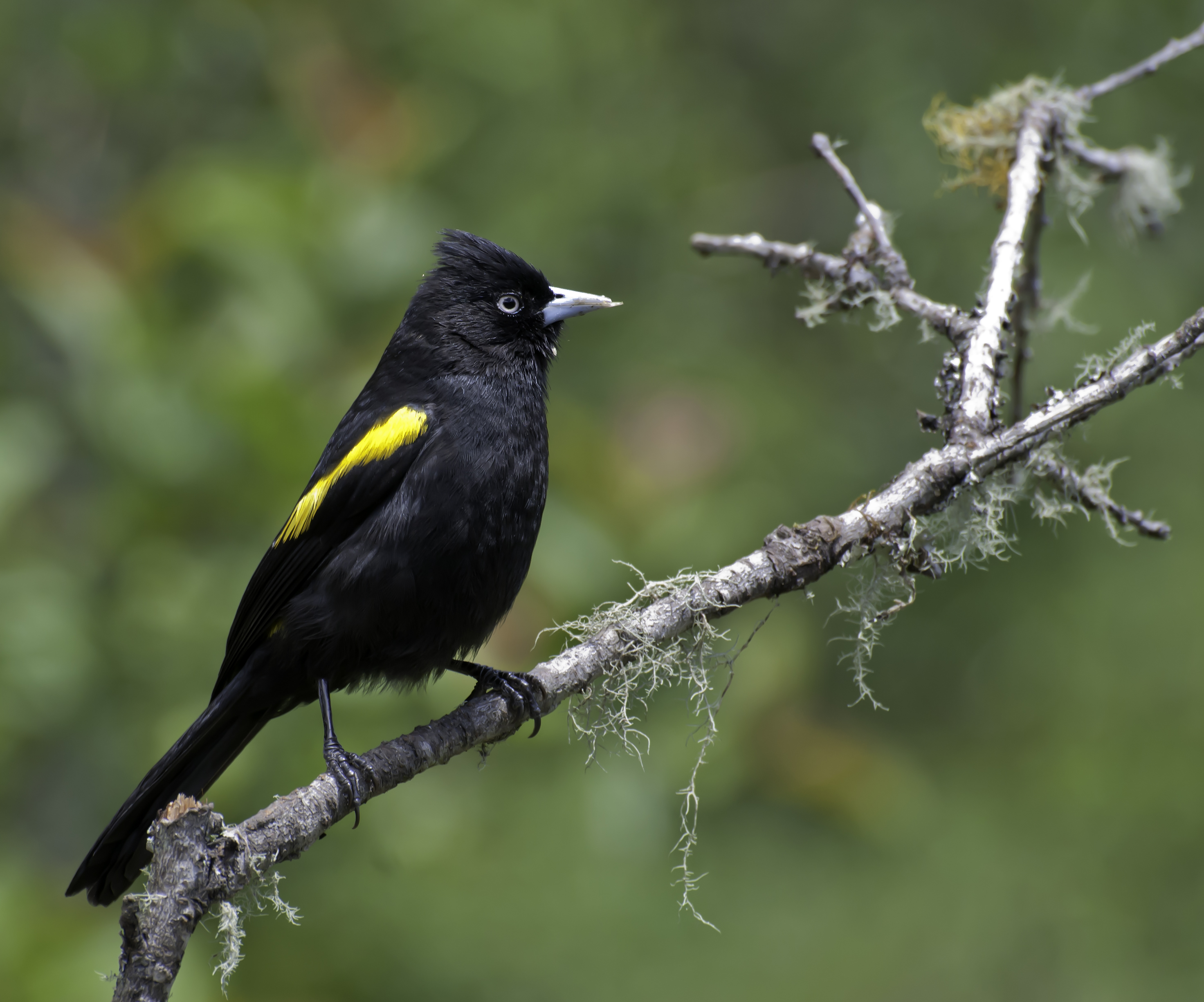
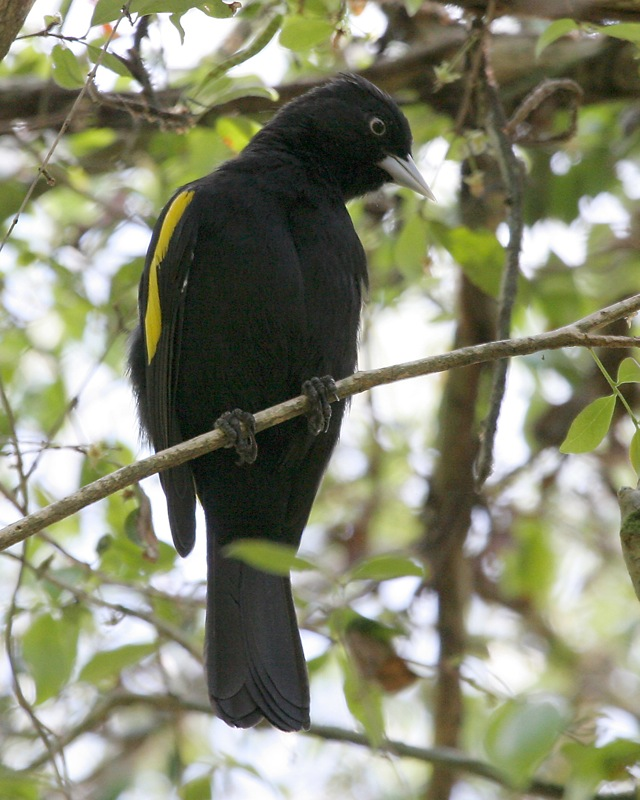